# Giovanni Battista Egisto Sivelli
Giovanni Battista Egisto Sivelli (Genova, 22 novembre 1843 – Genova, 1º novembre 1934) è stato un militare italiano.

## Biografia
Nacque in val Bisagno, nel quartiere periferico di Molassana, da una famiglia di origine parmense: il padre Antonio, allievo del Collegio militare parmense, nel 1830 allo scoppio dei moti carbonari scappò a Genova. Di professione negoziante, scappò di casa di nascosto e prese parte con Garibaldi alla spedizione dei Mille, combatté a Milazzo e sul Volturno contro i borbonici. Quando Garibaldi si ritirò a Caprera, il Sivelli tornò a Genova.
Prese parte alla Terza guerra di indipendenza e combatté con il grado di tenente nei Bersaglieri genovesi alla battaglia di Bezzecca il 21 luglio 1866. Fino alla morte di Garibaldi andò a trovarlo almeno due volte all'anno. Il 15 maggio 1915 fu presente con i pochi garibaldini viventi all'inaugurazione del monumento allo Scoglio dei Mille a Quarto dei Mille da dove partì la spedizione.
Lavorò come orafo nel negozio ereditato dal padre.  La sua lunga vita gli permise di essere ultimo dei Mille e di fare in tempo ad aderire al fascismo fin dalle origini e a vestire la camicia nera del fascismo.
Morì all'età di quasi 91 anni in una casa situata in salita Piano di Rocca e fu l'ultimo superstite della spedizione dei Mille. A Sivelli è stato dedicato il piazzale della stazione di Genova Quarto.